# Bain Capital
Bain Capital is een investeringsbedrijf dat opereert vanuit Boston, Massachusetts. In 2018 beheerde het bedrijf zo'n 105 miljard dollar aan investeringskapitaal.
De firma werd opgericht in 1984 door partners van het consultantbureau Bain & Company. Sinds de oprichting heeft het bedrijf in honderden bedrijven gekocht of in hen geïnvesteerd.